# Archedemo di Tarso
Archedemo di Tarso (in greco antico: Ἀρχέδημος?, Archèdemos; Tarso, III secolo a.C. – II secolo a.C.) è stato un filosofo greco antico stoico.

## Biografia
Nell'Indice ercolanese viene annoverato come discepolo di Diogene di Seleucia e quindi vissuto nel II secolo a.C.
Probabilmente è lo stesso Archedemo di cui Plutarco, che lo definisce però ateniese, afferma che da Atene si recò a Babilonia dove fondò una scuola stoica.
La sua filosofia non si discosta molto da quella degli stoici maggiori come Zenone e Crisippo, salvo che per qualche aspetto pitagorizzante. Sostenne contrariamente all'opinione di alcuni stoici come Cleante che il piacere è connaturato all'uomo  «come i peli sotto l'ascella».
Due sue opere, Sulla voce (Περὶ Φωνῆς) e Sugli elementi (Περὶ Στοιχείων), sono citate da Diogene Laerzio. Archedemo è citato anche da Cicerone, Seneca e altri autori antichi.